# Gesuino Némus
Gesuino Némus (hétéronyme de Matteo Locci), né à Jerzu en 1958, est un écrivain italien.

## Biographie
Né dans la province de Nuoro en Sardaigne, Gesuino Némus a exercé de nombreux métiers tout en ne cessant jamais d'écrire. Cinquantenaire sans travail à Milan, il décide de se consacrer à l'écriture d'un roman sur lequel il travaille depuis de nombreuses années. Matteo Locci choisit le nom de plume de Némus qui signifie personne en langue sarde. La teologia del cinghiale, son premier roman, paraît en 2015 et reçoit le prix Campiello en 2016 dans la catégorie première œuvre. Finaliste du prix Bancarella, il reçoit également le prix John Fante, le prix Master in Editoria première œuvre de la fondation Mondadori, et le prix  Osilo Salvatore Satta.
En 2019, le roman est publié en français sous le titre de La Théologie du sanglier par Actes Sud.
Son deuxième roman I bambini sardi non piangono mai (2016) est récompensé par le prix Fideli (it).

## Œuvre
- La Théologie du sanglier, Actes Sud, coll. « Actes noirs », 2019 ((it) La teologia del cinghiale, Elliot, 2015), trad. Marguerite PozzoliPrix Campiello de la première œuvre 2016
- (it) I bambini sardi non piangono mai, Elliot, 2016
- (it) Ora pro loco, Elliot, 2017
- (it) Il catechismo della pecora, Elliot, 2019
- (it) L'eresia del Cannonau, Elliot, 2019
- (it) La donna che uccideva le fate, Elliot, 2025